# Zeche Roman
Die Zeche Roman ist ein ehemaliges Steinkohlenbergwerk in Witten-Heven. Trotz der über 30-jährigen Bergwerksgeschichte war das Bergwerk nur etwa 18 Jahre in Betrieb. Das Bergwerk gehörte zum Märkischen Bergamtsbezirk und dort zum Geschworenenrevier Hardenstein.

## Bergwerksgeschichte
Am 24. Juni des Jahres 1835 wurde im Wannenschen Cleff ein Längenfeld verliehen. Im Jahr 1847 wurden 216 Scheffel Steinkohle abgebaut. Die abgebauten Kohlen dienten der Qualitätsbestimmung der Lagerstätte. Im Jahr 1855 wurde ein alter Stollen der Zeche Neue Steinkuhle aufgewältigt. Im Anschluss an die Aufwältigungsarbeiten wurde ein Querschlag in nördlicher Richtung aufgefahren. Der Stollen erreichte bis zum Ende des Jahres 1855 eine Länge von 50¼ Lachter. Bei der Auffahrung erreichte man das Flöz Roman und richtete es aus. Das Flöz hatte eine Mächtigkeit von 16 Zoll. In diesem Jahr waren neun Bergleute auf dem Bergwerk beschäftigt, es wurden jedoch keine Kohlen abgebaut. Im darauffolgenden Jahr war das Bergwerk nachweislich in Betrieb. Ab dem 4. Quartal wurde das Bergwerk außer Betrieb genommen. Ab dem Jahr 1863 war das Bergwerk wieder in Betrieb. Im Laufe des Jahres 1867 wurde die Zeche Roman stillgelegt.